# A 2006-os ősz
A 2006-os ősz Debreczeni József publicistának, a Gyurcsány Ferenc vezette Demokratikus Koalíció (DK) alelnökének egy, 2012 októberében megjelent (majd 2021-ben ismét kiadott) könyve, melyben a szerző arra tett kísérletet, hogy összefoglalja a 2006 őszén Magyarországon lezajlott politikai tiltakozások történetét és meghatározza azok jellegét.
Indoklása szerint azért tartotta sürgősnek a könyv megírását, mivel úgy vélte: 2006 óta – és különösen a 2010-es kormányváltástól fogva – egyre erőteljesebben sulykolódik a közvéleménybe az a jobboldali nézetrendszer, amely szerint „a hazugsággal szerzett hatalom vezetőjének csúnya lebukását követő spontán demokratikus tiltakozás elemi ereje és a vele szembeszegezett diktatórikus erőszak” vezetett a drámai eseményekhez.  Álláspontja szerint viszont, a fenti értelmezéssel szemben, egy „jól szervezett és irányított, erőszakos hatalomátvételi kísérletről” volt szó a demokratikus kormányzat ellen. Ezzel együtt behatóan foglalkozott a kormányzat és személy szerint Gyurcsány Ferenc, valamint a rendőrség által elkövetett hibákkal is.
A jobb- és baloldali nézeteken kívül megkülönböztetett egy harmadik, úgynevezett jogvédő narratívát, amelyet szerinte egyes jogvédő szervezetek (Társaság a Szabadságjogokért, Magyar Helsinki Bizottság, Védegylet), hazai a sajtó egy nagyobb része (pl. az Index, az Origo vagy a HVG), illetve bizonyos politikusok (Schiffer András, Kőszeg Ferenc, Kis János, Tamás Gáspár Miklós, Sólyom László) megnyilatkozásai képviseltek. Szerinte e narratíva hívei a két politikai pólus között mintegy „középre helyezkedve”, „elbagatellizálva az ellenzéki lázadás antidemokratikus és erőszakos jellegét” erkölcsi alapon marasztalták el a kormányzat tevékenységét.
A szerző a könyvben korabeli dokumentumok, így többek között a Gönczöl Katalin vezette bizottság és a 2010-es kormányváltás után létrejött, Gulyás Gergely vezette parlamenti bizottság által készített jegyzőkönyvek, valamint a sajtóhírek és elemzések részletes feldolgozásával igyekezett bizonyítani a műben foglalt állításait.

## Tartalom

### Az őszödi beszéd
Az ország és emiatt közvetve a Magyar Szocialista Párt (MSZP) előtt álló nehézségeket 2006. május 26-án drámai hangnemben ecsetelő beszédet Debreczeni sporthasonlattal egy nehezen megnyert mérkőzés után az edző által az öltözőben tartott kemény fejmosáshoz hasonlította. Úgy vélte, Gyurcsány Ferenc az erősen túlzó állításaival fel kívánta rázni a párt vezetőit és egyúttal mozgósítani őket a gazdasági nehézségek miatt várható politikai küzdelmekre. Szerinte a beszéd a közvetlen célját elérte, a hallgatóságot felrázta és meggyőzte, mindazonáltal Debreczeni értékelése szerint is kapitális politikai hiba volt, tekintettel arra, hogy egy kormányfő nem engedhet meg magának olyan szóhasználatot még „belső körben” sem, amely e beszéd jó néhány szakaszára jellemző volt, és mindig tudatában kell lennie annak, hogy szavait a kontextusból kiragadva is idézhetik.
A beszéd nyilvánosságra kerülését Debreczeni a párton belüli árulásnak tulajdonította. A később a rádiókban elhangzott felvétel a Köztársaság téri pártházban őrzött hivatalos felvétel másolata volt, egyben (a különböző időpontokban végrehajtott kazettacsere miatt) eltért attól az ugyancsak hivatalos felvételtől, ami a Miniszterelnöki Hivatalban (Gál J. Zoltán őrizetében) volt. Debreczeni a könyvben kifejtette, hogy véleménye szerint három együttműködő kiszivárogtató volt, közülük Szekeres Imrét és Puch Lászlót nevesítette, a harmadik nevet viszont nem említette. Szerinte Gyurcsány törekvései súlyosan sértették ezeknek a személyeknek az érdekeit, ezért maguk, illetve közvetlen környezetük számára másolatot készítettek, ami azután további áttételeken keresztül, de már 2006 nyarán eljutott a Fidesz vezetőihez, köztük személyesen Orbán Viktorhoz. A szerző idézte Brády Zoltánt, a Kapu c. folyóirat főszerkesztőjét is, aki Rózsa-Flores Eduardo meggyilkolása után úgy nyilatkozott, hogy ők ketten szivárogtatták ki a beszédet, bár a részletekről nem szólt.

### A jobboldal helyzete 2006 nyarán
Debreczeni értékelése szerint a választási vereség utáni helyzetet Orbán Viktor a harci szellem fenntartásával igyekezett javítani. Egy gyors pártkongresszuson, május 20-án megerősíttette magát a küldöttekkel, de a bizalmi szavazást az ügyvezető elnökség egésze számára íratta ki, annak ellenére, hogy korábban azt hangoztatta: egy személyben vállalja a felelősséget a kampány során elkövetett hibákért. A szavazás eredménye így sem volt túl meggyőző, mert a megválasztott 1751 küldöttből 637 el sem ment a kongresszusra, a megjelentek közül 72-en pedig nem szavaztak. Összességében a leadott szavazatok 87,5%-a erősítette meg az elnökséget a posztján.
Az új kormány programjának parlamenti vitája során, amikor megszorító intézkedéseket kellett bejelenteni, az ellenzék már szembesítette a régi-új kormányfőt ígéreteivel, és hazugsággal vádolta. Gyurcsány erre így reagált, „nem hazudtam, de nem bontottam ki az igazság minden részletét”. Emiatt civil szereztek már július 4-re tiltakozó megmozdulást szerveztek a Kossuth térre, majd július 8-ra a Margit hídhoz, a Magyar Nemzet és a Hír TV szerint tízezreket várva, de a tüntetések csekély részvételt értek el. A Fidesz, mint párt, még nem mozgósított.
Hosszabb pihenés után aztán Orbán Viktor július 22-én tért vissza a politikai életbe a tusnádi beszéddel. Ekkor már ismerhette az őszödi beszéd szövegét, hiszen a Tusnádfürdőn Jó reggelt, Magyarország! címmel közzétett, rendkívül éles hangú, mintegy 40 soros, 12 tagmondatból álló politikai kiáltványban már 11-szer szerepelt a politikai hazugság vádja a kormánnyal szemben. A dokumentum egyben szeptember 23-ra óriási tiltakozó nagygyűlést hívott össze.
Az őszi önkormányzati választások időpontját a köztársasági elnök július 11-én tűzte ki október 1-jére. Orbán Viktor tevékenysége 2006 nyarán ezután végig a „hazugság” témája köré szerveződött. Vízválasztó című hosszabb politikai tanulmányát július 29-én, augusztus 5-én és szeptember 9-én jelentette meg a Magyar Nemzetben. Ebben leszögezte, hogy a kormány hazug és illegitim, és felvetette, hogy jól ismeretesek az alkalmazható ellenállás nyílt formái is: a sztrájkok, tüntetések, útlezárások, engedetlenségi mozgalmak.
Augusztus 12-én Orbán Viktor – aki addig Újpest- illetve Videoton-szurkolóként volt ismert – kilátogatott a Ferencvárosi TC (FTC) első NB II-es meccsére, és azt nyilatkozta, hogy ami az FTC-vel történt, az „disznóság”. A Magyar Nemzet több cikkben foglalkozott a Ferencvárossal, amit az „ország szimbólumaként” aposztrofált. Szeptember 16-i számában, az őszödi kazetták nyilvánosságra hozatala előtti napon a lap két cikket is megjelentetett a témában.
Szeptember 4-től az önkormányzati kampányban már megindult Gyurcsány „leamortizálása”, minden választói gyűlésére tüntetők – Debreczeni szerint nagyrészt ugyanazok a személyek – kísérték „Hazug” feliratú táblákkal. Szeptember 14-én Orbán Viktor „a nép ellenállásának jogáról” adott interjút a Reutersnak.

### A tiltakozó megmozdulások
Az őszödi beszéd hanganyagát ismeretlen motorosfutár(ok) juttatták el szeptember 17-én délután az Origo, a Magyar Rádió, az RTL Klub és az Index szerkesztőségébe. A „legizgalmasabb” részletek szinte azonnal megjelentek a médiában. Már estére a Kossuth téren és egy sor vidéki városban tüntetések alakultak ki.
A kormányzat a bejelentés nélküli tüntetések ellen nem lépett fel, azokat a helyi választási kampányban törvényes „választási gyűlésnek” nyilvánította. Ez Debreczeni József szerint politikai szempontokra tekintettel kialakított hamis jogi álláspont volt, ami közrejátszott abban, hogy másnap nem volt kellő készültség a Kossuth tér környékén.

#### A MTV-székház ostroma
Debreczeni a könyvben részletesen, alaposan forrásolva tekintette át az MTV-székház ostromának eseményeit. Szerinte szeptember 18-án este a Kossuth téren már nem békés tüntetés folyt, hanem „forradalmi” hangulat alakult ki, megjelentek a Honfoglalás 2000, a Hatvannégy Vármegye Ifjúsági Mozgalom, a Magyar Nemzeti Front és a Jobbik aktivistái is, Wittner Mária pedig három gyújtó hangú beszédet is mondott a tüntetőknek, akiket a Fidesz üzenetben biztosított a szolidaritásáról. Sorra érkeztek a jelentések a vidéki tüntetésekről is; kézenfekvően adódott az analógia, hogy a tüntetők az 1956-os forradalom mintájára, de a rádió helyett a tv-hez vonulva követeljék nyilatkozatuk beolvasását.
A Magyar Televízió (MTV) stábja délután 4 óra körül felvételt készített róluk, majd a felvételt a 18 órás Híradóban leadta azzal, hogy a téren néhány százan vannak. Ez nagy felháborodást váltott ki a tüntetők között, akiknek száma időközben több ezerre emelkedett. Este háromnegyed 10-kor a Kossuth téri, egyre erőteljesebb tüntetés hangadói közül egy mintegy 40 fős csoport Toroczkai László vezetésével az MTV székházához ment, hogy beolvastassa követeléseit. Papír azonban nem volt náluk, maguk akarták az élő adásban elmondani követeléseiket. Ennek engedélyezésére az MTV vezetői nem voltak hajlandók. Toroczkai erre visszatért a Kossuth térre, és a színpadról mozgósította a tömeget az MTV székházának a megtámadására. Az időközben a Fradi és az Újpest „kemény magjának” megjelenésével felduzzadt tömeg nagy része átvonult a Szabadság térre és a díszburkolat felszedésével, kövek dobálásával megkezdődött az ostrom.
Az elégtelen létszámú és felszereltségű rendőri osztagok az utcai harcban végül alulmaradtak. Két olyan szituáció is kialakult, szinte egyszerre, aminek során emberáldozatoktól lehetett tartani. Éjjel egy óra körül az ostromlottak felmentésére érkezett vízágyú a személyzetével együtt elakadt és az utcai harcosok Molotov-koktéllal felgyújtották, csaknem ugyanakkor pedig egy kisebb rendőrosztag beszorult az épület egyik külső szegletébe a bejárat mellett. Mindkét esetben az addig dühödten küzdő harcosok hirtelen lecsendesedtek és visszavonultak, lehetővé téve a rendőröknek, hogy mentsék az életüket. Debreczeni szerint a tüntetők utasítást kaptak a háttérben álló szervezőktől, mert a Hír TV által közvetített események azzal a veszéllyel jártak, hogy a közvélemény a tüntetők ellen fordul.
Debreczeni a MTV-székház ostromával kapcsolatban a szerinte téves, hamis legendák között foglalkozott azzal, hogy a kormányzat úgymond áldozatul dobta volna ezt az épületet a tüntetőknek, pedig lett volna elég erő annak megvédéséhez. Kimutatta, hogy az Indexnek a székház mögött várakozó több száz rendőrről szóló híradása bőven éjfél után, egy óra tizenegykor keletkezett, és a riporter a már vert seregként levonuló rendőröket látta. Az általános rendőrségi riadó késői elrendelésével kapcsolatban pedig megállapította: kétségtelen ugyan, hogy arra későn, csak éjfél előtt öt perccel került sor, de nem másfél órával a vereség után, ahogyan az később elterjedt. Egyébként a fő problémának azt tartotta, hogy a rendőrségnek gyakorlatilag nem is már volt mozgósítható ereje ebben az időszakban, így a riadó már csak a következő napra szóló riasztásként volt értelmezhető.
A rendőrség elvonulása után egyébként a győztes „kemény mag” nem tudott mit kezdeni győzelmével, látható módon nem az épület birtokbavétele érdekelte őket, hanem maga a rendőrök elleni küzdelem, amiben a Fradi, illetve az Újpest törzsszurkolóiként már korábban is nagy gyakorlatot szereztek. Debreczeni idézte a FradiMob internetes portál 2012. szeptember 18-i vezető cikkét: „6 éve foglaltuk el a TV székházat – más táborokkal és radikális fiatalokkal”.
Debreczeni elemzésében nagy szerepet tulajdonított a tüntetések szervezésében Kubatov Gábornak, aki a 2006-os választásoknak a mobilizációért felelős kampányfőnöke volt, egyben tősgyökeres Fradi-szurkoló, akit később a klub elnökévé választottak és a törzsszurkolókból szervezett belső biztonsági szolgálatnak is az irányítója lett.
Orbán Viktornak az eseményt követő napon tett nyilatkozatából a szerző azt emelte ki, hogy „A felháborodás jogos, de nem az autók, nem a rendőrök, nem a tűzoltók és nem a tévé épülete tehetnek a Gyurcsány-csomagról”, valamint azt, hogy „az emberek ne húzódjanak meg házaikban, hanem védjék meg érdekeiket.”

#### Az október 23-i tüntetés
Több elemzővel egyetértésben Debreczeni József is úgy vélte, hogy a szeptemberi tüntetésekkel szemben október 23-án a rendőrség átesett a ló másik oldalára: a késői riasztás helyett túl korán, már október 22-én este riadót rendelt el, ami végül azt eredményezte, hogy a rendőrökre október 24-én hajnalig 30 órás szolgálat várt. A könyvben a Rendészeti Biztonsági Szolgálat (REBISZ) parancsnokhelyettese nyilatkozott egy konzultációról holland rendőrtábornok-kollégájával, aki kérdésére elmondta, hogy a 16 milliós lakosságszámú Hollandiában 16 000 tömegoszlatásra kiképzett és felszerelt rendőr van (és mögöttük egy csendőrség is, amely szintén bevethető hasonló feladatokra). A magyar rendőrség ezzel szemben az egész október 23-i ünnepet, ahol 50 külföldi államfő jelent meg, mindössze 2400 emberrel biztosította, akik pihenési lehetőség, váltás nélkül voltak.
Debreczeni azt állította, hogy ezt az ünnepet a tüntetők mögött álló erők az alkotmányos rend elleni szervezett, átfogó támadásra használták fel. Véleménye szerint óriási jelentősége volt annak, hogy a Fidesz a nagygyűlését az Astoriához hirdette meg, valamint szerinte a gyűlés végén nem figyelmeztette a résztvevőket, hogy a helyszínt ne a Deák tér irányába hagyják el, noha ott akkor már szinte utcai harcok folytak. A szerző szerint a rendőrségnek egyszerűen nem volt elég ereje ahhoz, hogy a számos helyszínen romboló tüntetőkkel vívott küzdelem mellett még azokat megkerülve válaszfalat is húzzon az Astoria és a Deák tér közé. Debreczeni hosszan idézte az események folyamán lehallgatott mobiltelefon-beszélgetéseket, amelyek során a tüntetők egyes szervezői – köztük a „Debil” becenevű Dobrovics József, a Kossuth tériek ismert figurája – egyértelműen arra buzdítottak, hogy a „rendőröket rá kell húzni” a Fidesz híveire. A radikális tüntetők ugyanakkor röplapokat is osztogattak a Fidesz-nagygyűlés résztvevői között, miszerint vízágyúkkal és könnygázzal lövik a népet a közelben.
A könyv valószínűleg legvitathatóbb sorai azok, amelyben a szerző Révész Máriusz megveretésével kapcsolatban rögzítette azon véleményét, mely szerint őbenne az a szubjektív benyomás alakult ki az incidens videofelvételéről, hogy a képviselő nem volt józan, amikor a rohamrendőrök sorfalába bement. Közzétett néhány olyan fényképet is a kórházban fekvő képviselőről, amelyeken még nem láthatók azok a kötések, amikben Révész másnap a parlamentben megjelent. A fideszes képviselő a könyvvel kapcsolatban úgy nyilatkozott, hogy Debreczeni „kiírta magát a demokraták közül” és bejelentette, hogy pert indít ellene.

### Büntetőeljárások
A Debreczeni által cáfolni kívánt vélekedések között szerepelt az is, hogy a rendőrök által elkövetett jogsértések megtorlatlanok maradtak. Idézte a 2010-es parlamenti bizottság azon jelentését, mely szerint „a katonai és egyéb bűncselekmények alapos gyanúja ellenére a számonkérés és a felelősségre vonás teljes egészében elmaradt”. Ezzel szemben az általa felsorakoztatott tények azt mutatják, hogy a 2006-os őszi események miatt 192 esetben (62 szeptemberi, 130 októberi incidens nyomán) indult büntetőeljárás hivatalos személy ellen, miközben hivatalos személy elleni erőszak gyanújával csak 108 ízben (80 szeptemberi, 28 októberi eset kapcsán) indult eljárás. Igaz, azt a szerző is elismerte, hogy az elmarasztalások aránya fordított volt: 33 rendőrt ítéltek el szemben 60 tüntetővel. Ez azonban ahhoz képest, hogy a rengeteg rombolással és véres erőszakkal tűzdelt tüntetésekben legalább másfél-két ezren vehettek részt aktívan, igen alacsony szám. A tévé felgyújtásával járó ostrom fő szervezőjét, Toroczkai Lászlót például mindössze 40 000 forintos büntetésre ítélték.
A Gulyás Gergely vezette 2010-es parlamenti bizottság jegyzőkönyve azt is megállapította, hogy az őszi tüntetések során az Országos Mentőszolgálat (OMSZ) adatai szerint összesen 314 civil és 399 rendőr sérültet kellett ellátniuk.